# لوکا رومرو
لوکا رومرو (انگلیسی: Luka Romero؛ زادهٔ ۱۸ نوامبر ۲۰۰۴) بازیکن فوتبال اهل آرژانتین است که برای باشگاه میلان بازی می‌کند.